# Sherlock Holmes Museum
Het Sherlock Holmes Museum is een museum in Londen, Engeland, gewijd aan de fictieve detective Sherlock Holmes, bekend uit de verhalen van de schrijver en arts Arthur Conan Doyle. Het museum werd geopend in 1990 en heeft het adres Baker Street 221B, hetzelfde adres als in de verhalen van Conan Doyle. Om dat adres te mogen voeren was wel speciale toestemming van de City of Westminster nodig, want het eigenlijke huisnummer is 239. Het museum ligt aan de noordkant van de straat, vlak bij Regent's Park.

## Het museum
Het georgiaanse huis waarin het museum is gehuisvest, was vroeger, tussen 1860 en 1936, een pension waar kamers werden verhuurd. Het is ingericht zoals men zich voorstelde dat het pension eruitzag waar Mrs. Hudson kamers verhuurde aan Sherlock Holmes en Dr. Watson. Afgaande op de verhalen van Conan Doyle was dat in de periode 1881-1904. Veel voorwerpen in het museum worden in de verhalen genoemd. Het museum neemt de 1e, 2e en 3e verdieping in beslag; op de begane grond is een souvenirwinkel. Het museum is opgezet door de Sherlock Holmes Society of England, die het ook exploiteert. De Society is een non-profitorganisatie.
Op het pand is een blauwe plaquette aangebracht met de tekst ‘221b – Sherlock Holmes – Consulting Detective – 1881-1904’. De plaquette lijkt op soortgelijke plaquettes op panden waar belangrijke mensen hebben gewoond, zoals die worden aangebracht door English Heritage, maar deze organisatie heeft niets van doen met de plaquette op Baker Street 221B. Ze houdt zich ook niet bezig met fictieve persoonlijkheden.

## Het adres van het pand

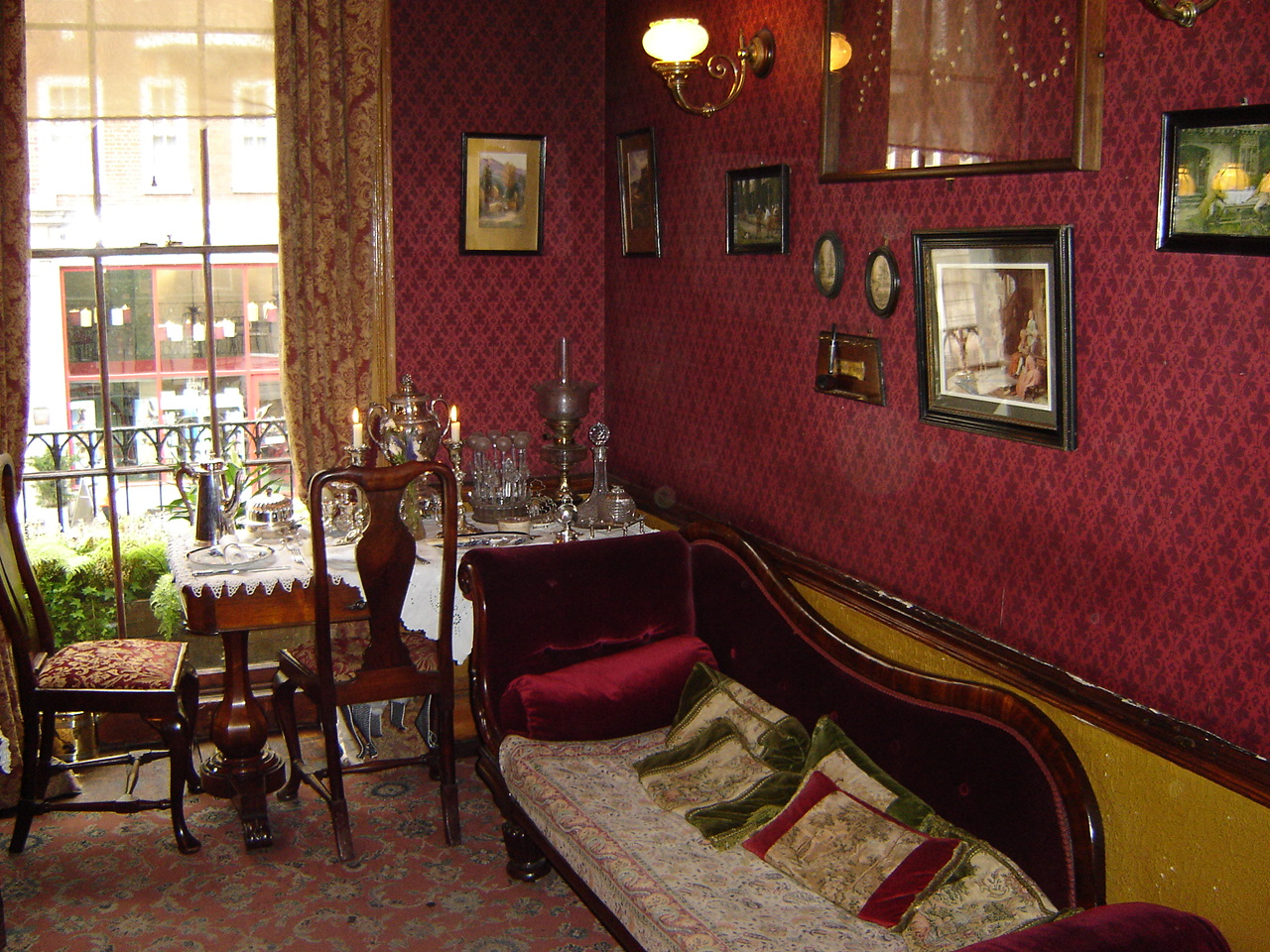
Zitkamer op de eerste verdieping van het museum

In de tijd dat Conan Doyle zijn verhalen publiceerde, bestond Baker Street 221 nog niet, laat staan Baker Street 221B. Naderhand is Upper Baker Street, het gedeelte ten noorden van Marylebone Road, bij Baker Street getrokken. De huizen daar werden hernummerd en toen kreeg een kantoorpand het adres Baker Street 215-229. Tussen 1932 en 2002 was op dat adres de onderlinge hypotheekbank Abbey National Building Society gevestigd, die in 1989 onder de naam Abbey National een commerciële bank werd. Post voor Sherlock Holmes, gericht aan het adres Baker Street 221B, kwam steevast bij de bank terecht. De bank nam een functionaris in dienst die speciaal belast was met de afhandeling van die correspondentie. In 1999 sponsorde de bank het beeld van Sherlock Holmes dat sindsdien bij de ingang van het metrostation Baker Street staat.
Toen het museum was geopend, probeerden de eigenaars de post voor Sherlock Homes bezorgd te krijgen bij het museum in plaats van de bank. Dat lukte pas in 2005, na een grondige verbouwing van Abbey House, het gebouw waarin Abbey National gevestigd was geweest. Abbey House werd toen een appartementencomplex onder de nieuwe naam Park View Residence. Sindsdien komt de post voor Sherlock Holmes bij het museum terecht.

## Dispuut met Jean Conan Doyle

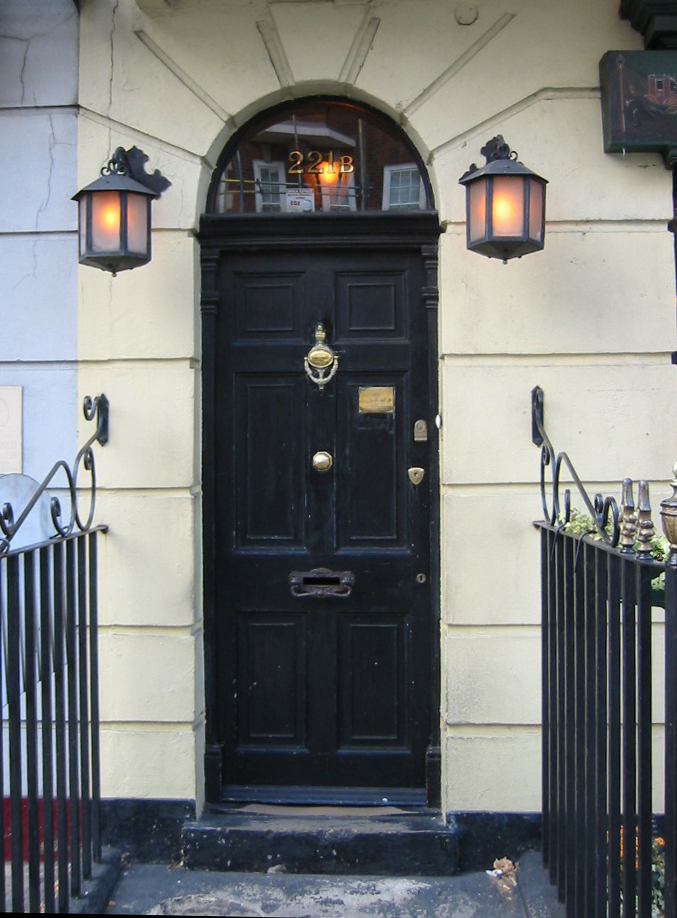
Voordeur van het museum

Jean Conan Doyle, een dochter van Sir Arthur, keerde zich tegen het idee voor een Sherlock Holmesmuseum. Ze vond dat niet de suggestie mocht worden gewekt dat het fictieve karakter dat haar vader had geschapen, echt had bestaan, en dat was precies wat een museum gewijd aan dat karakter zou gaan doen. De Sherlock Holmes Society bood aan een kamer in het museum in te richten die speciaal gewijd zou zijn aan het leven van Conan Doyle, maar ook daar zag zij niets in. Wat er nog restte van Doyles bezittingen is uiteindelijk geveild.

## Foto’s

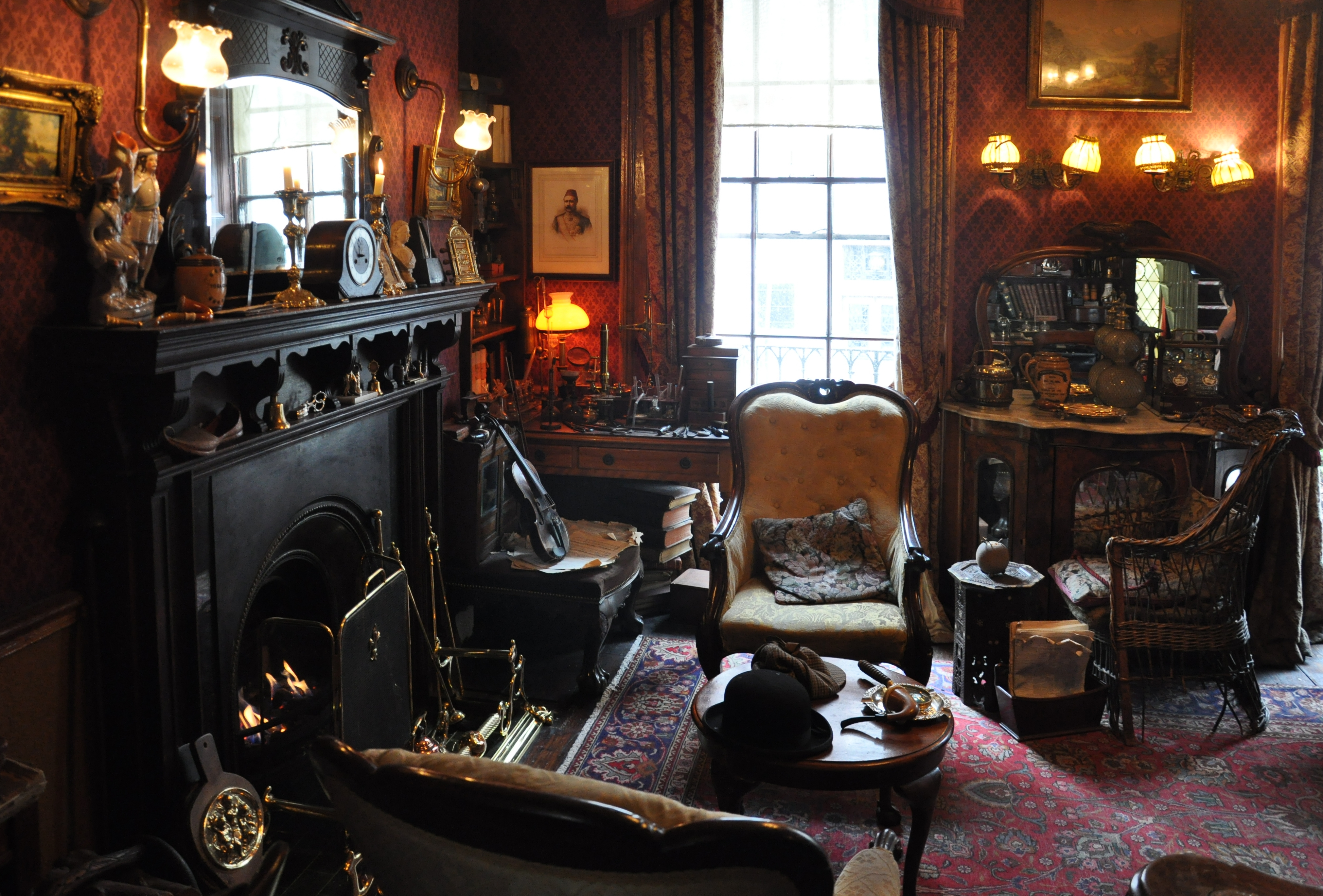
Sherlock Holmes’ zitkamer
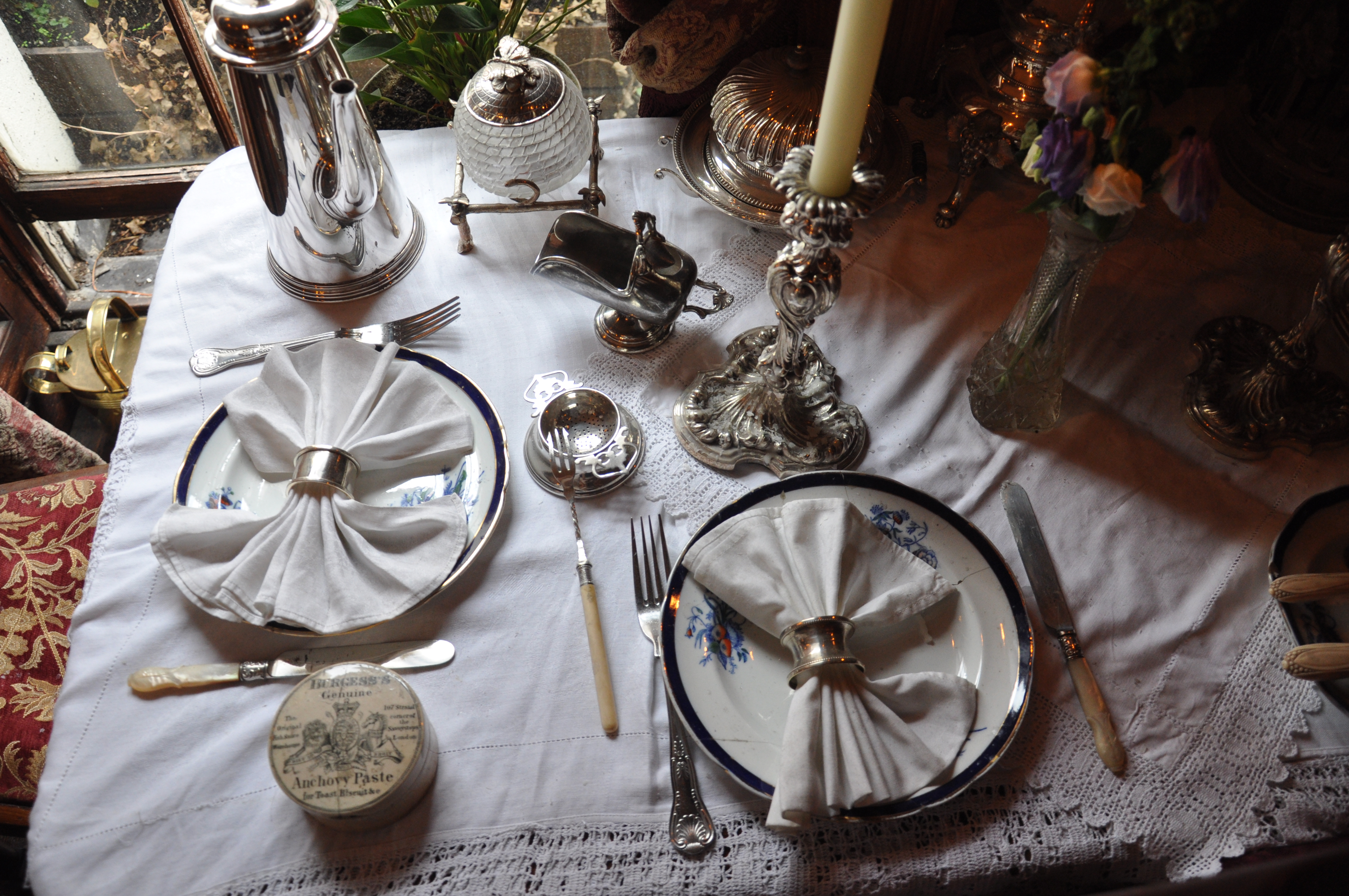
Gedekte tafel in Sherlock Holmes' kamer
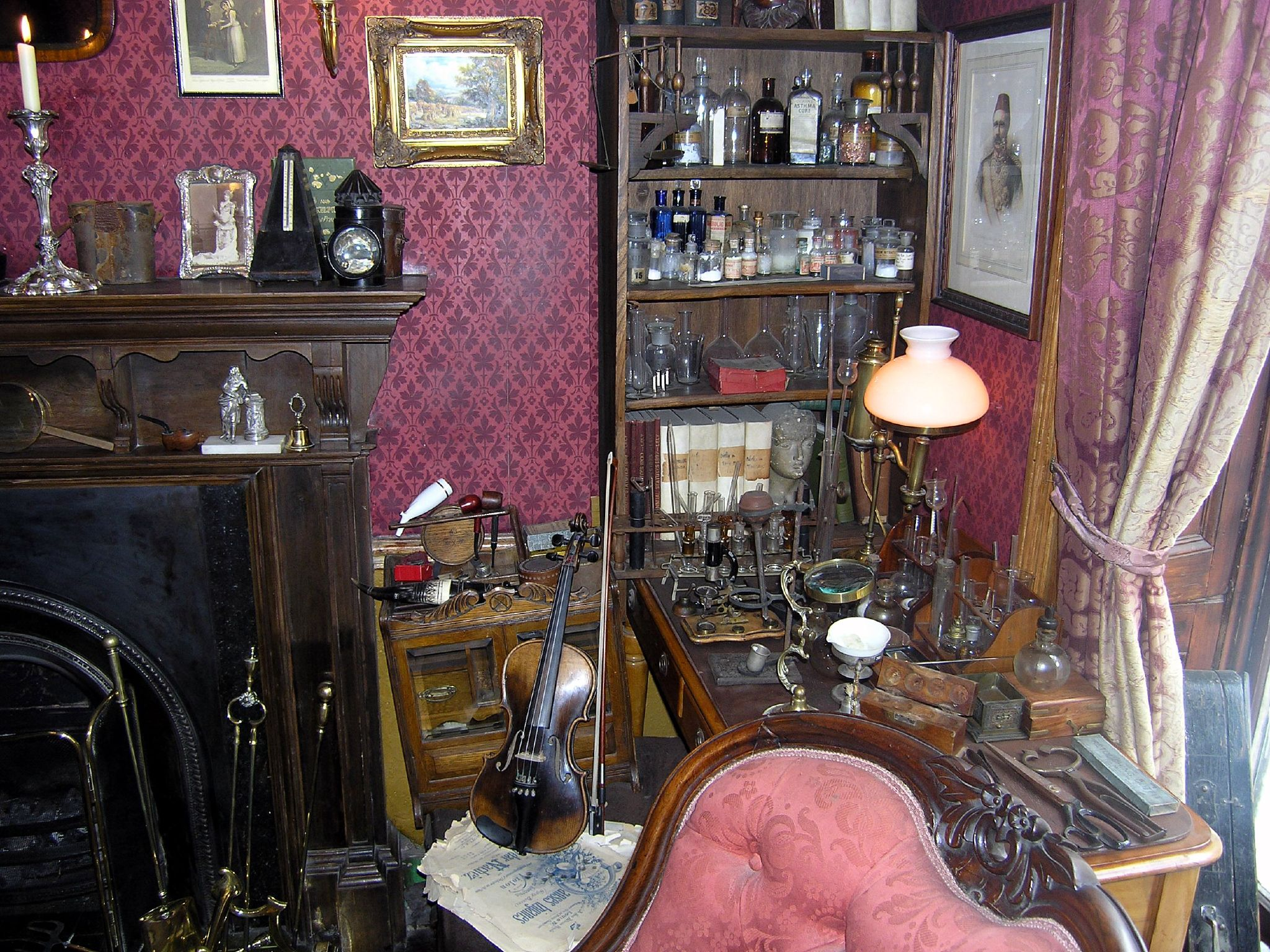
Holmes’ laboratorium
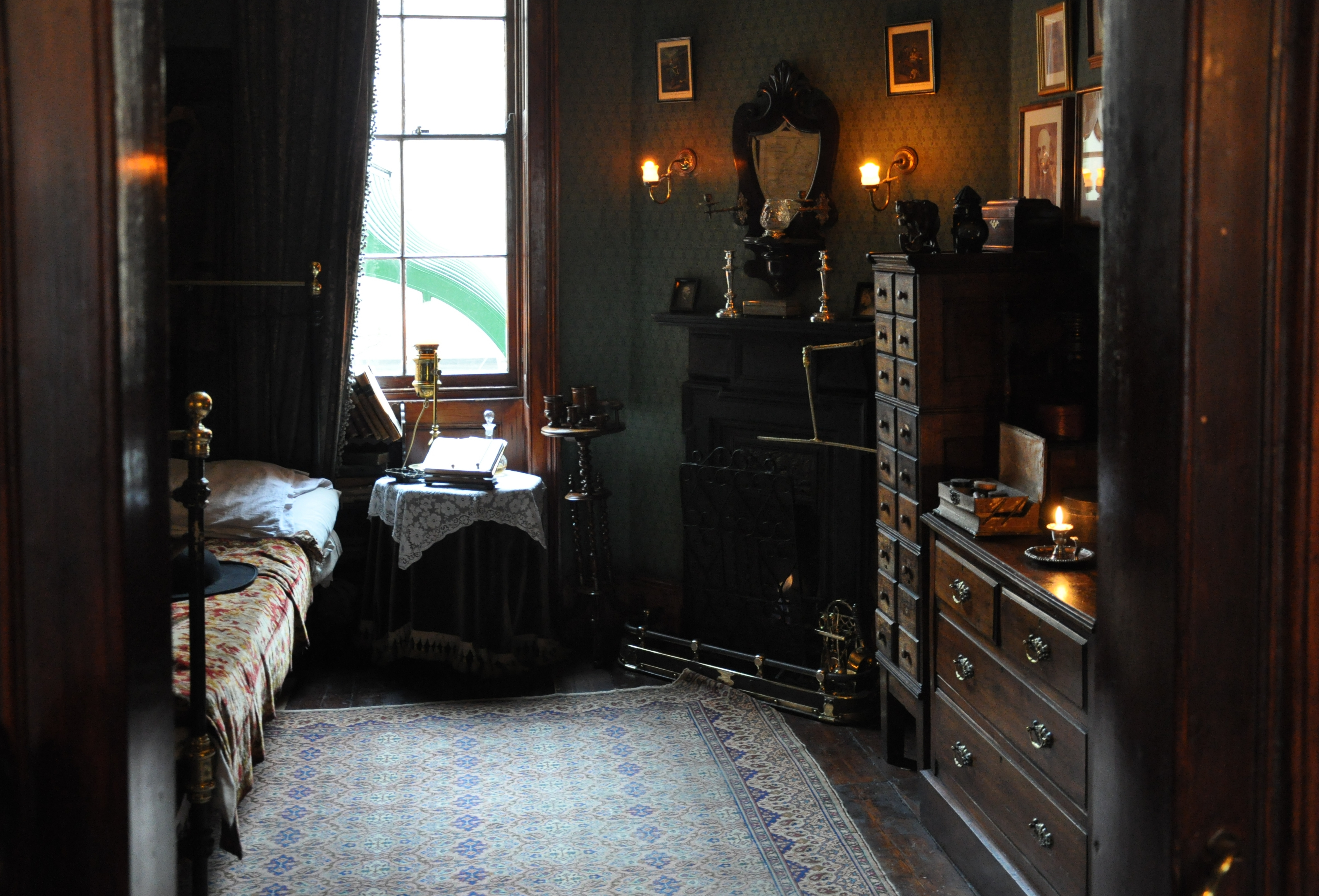
Kamer van Dr. Watson
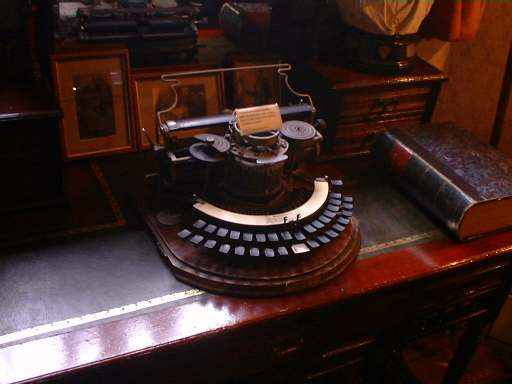
Laat-19e-eeuwse schrijfmachine
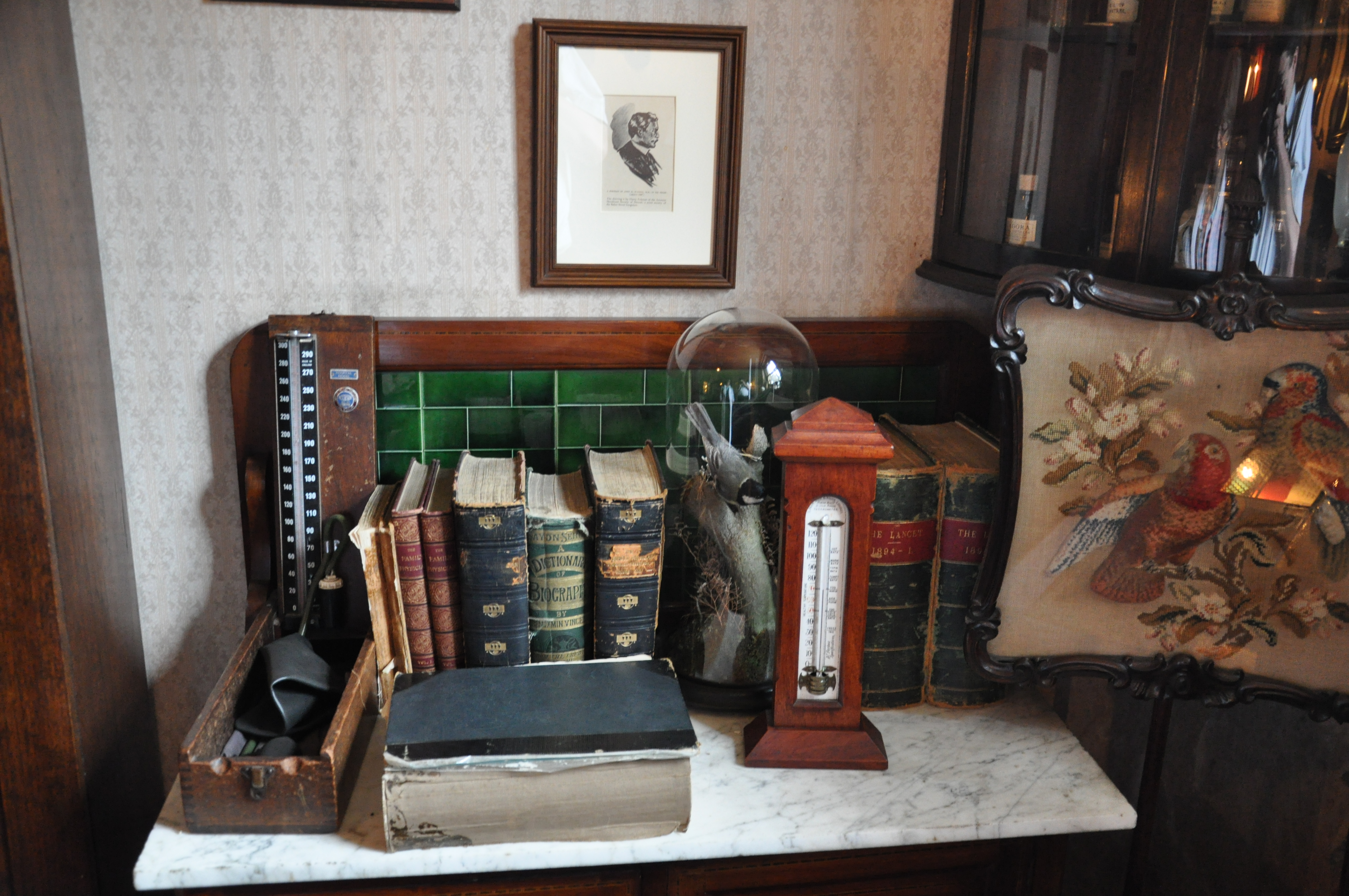
Boeken in de kamer van Dr. Watson
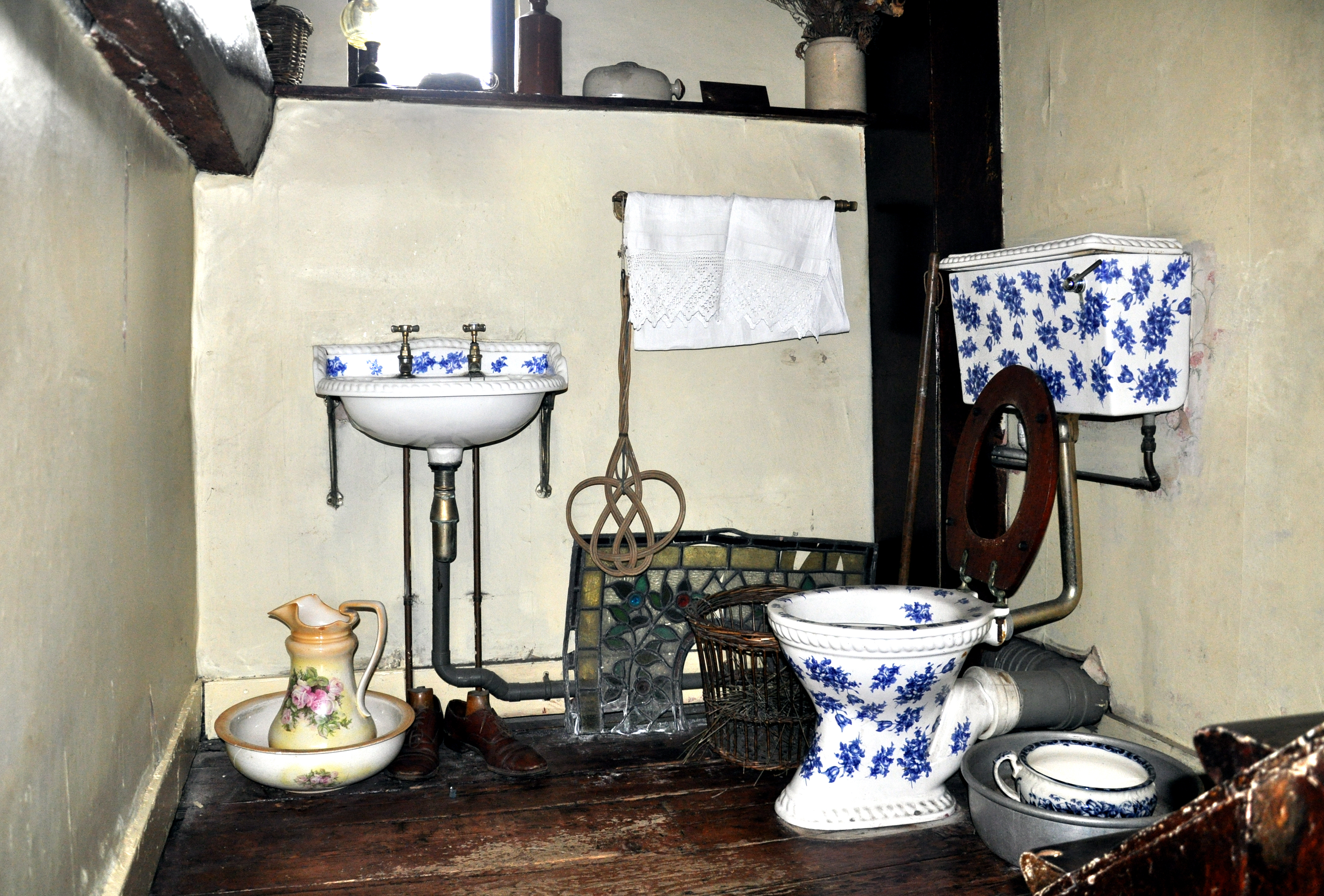
Badkamer
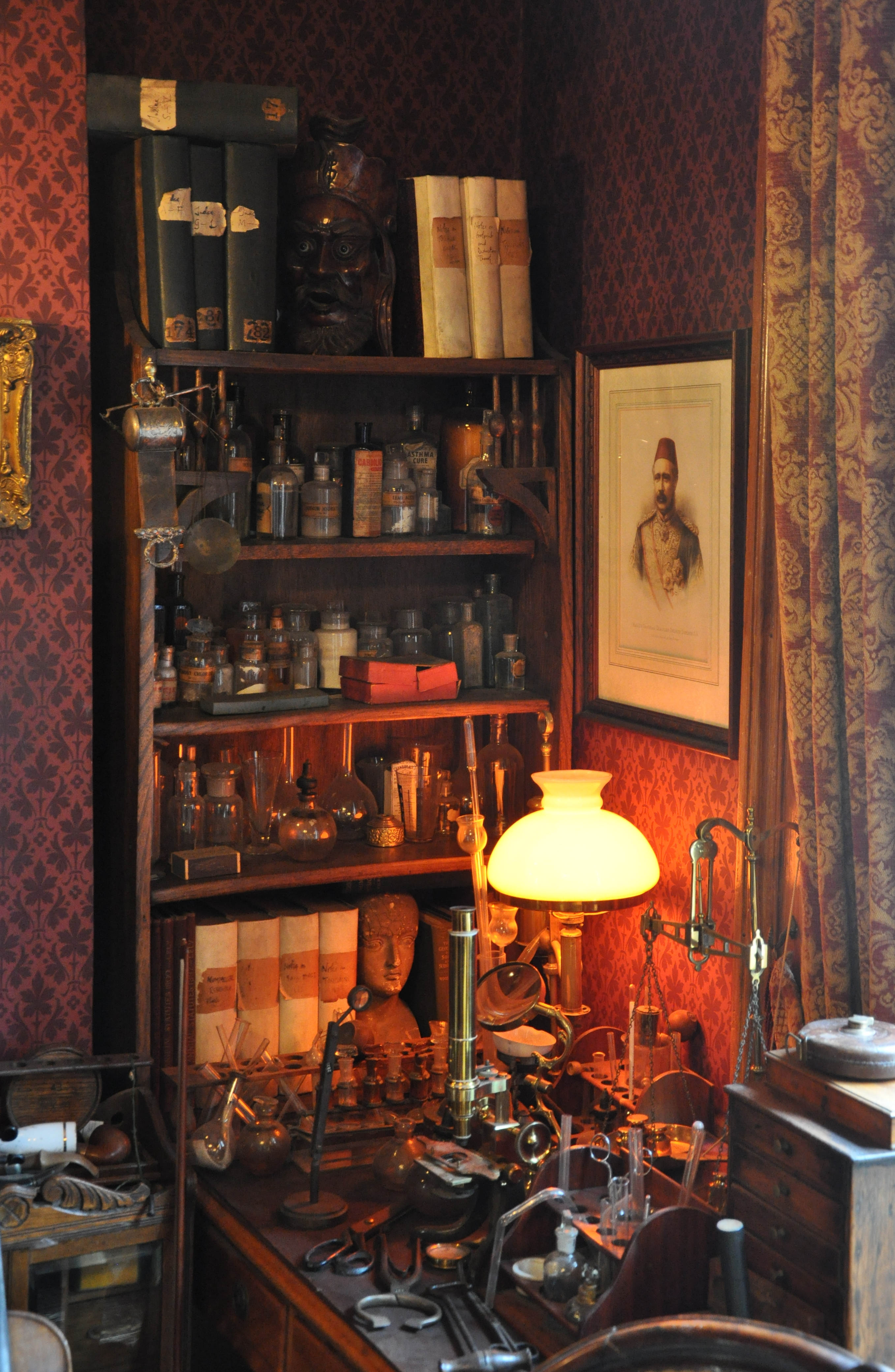
Studiehoek
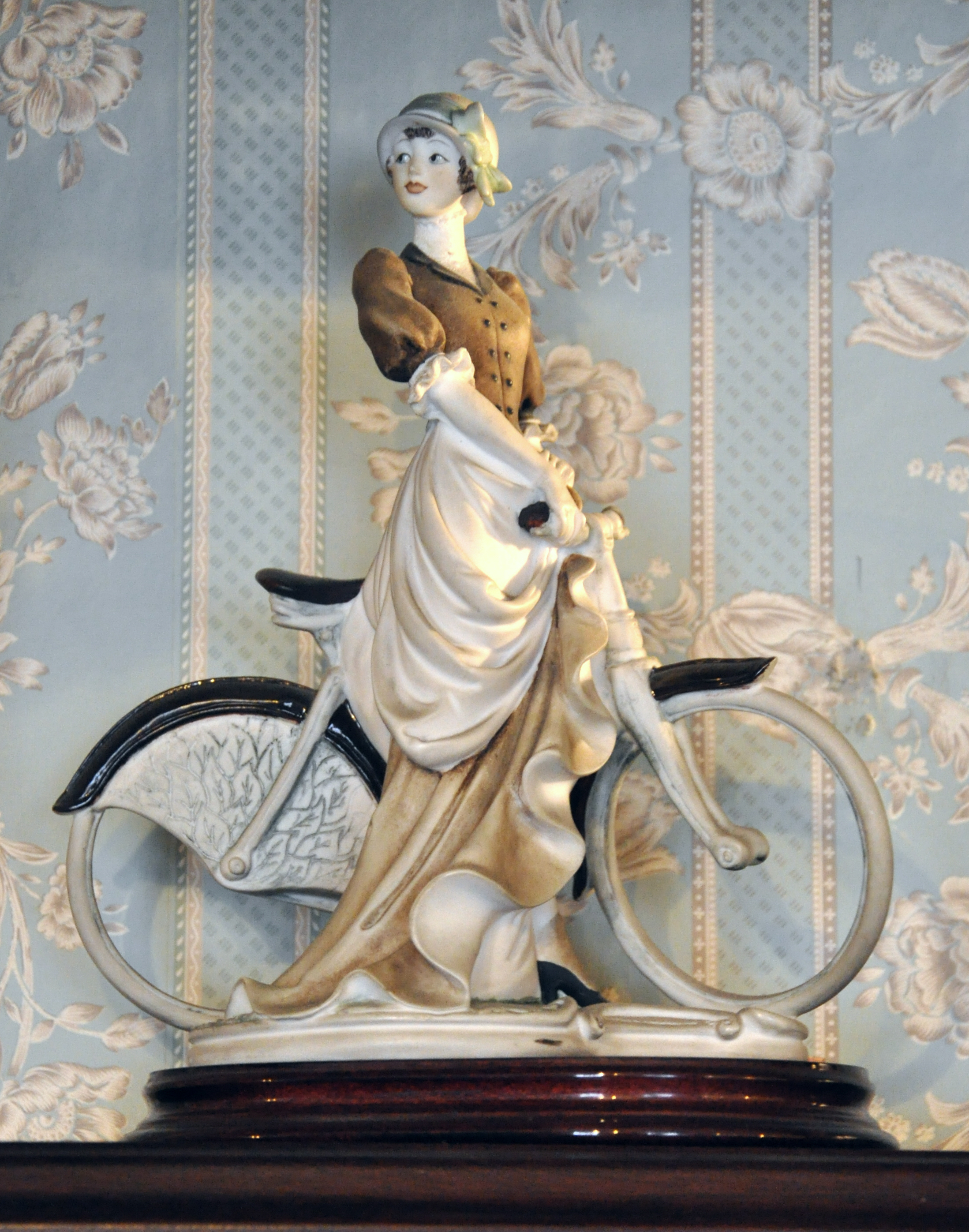
Beeldje van een fietsster, dat het verhaal The Adventure of the Solitary Cyclist illustreert
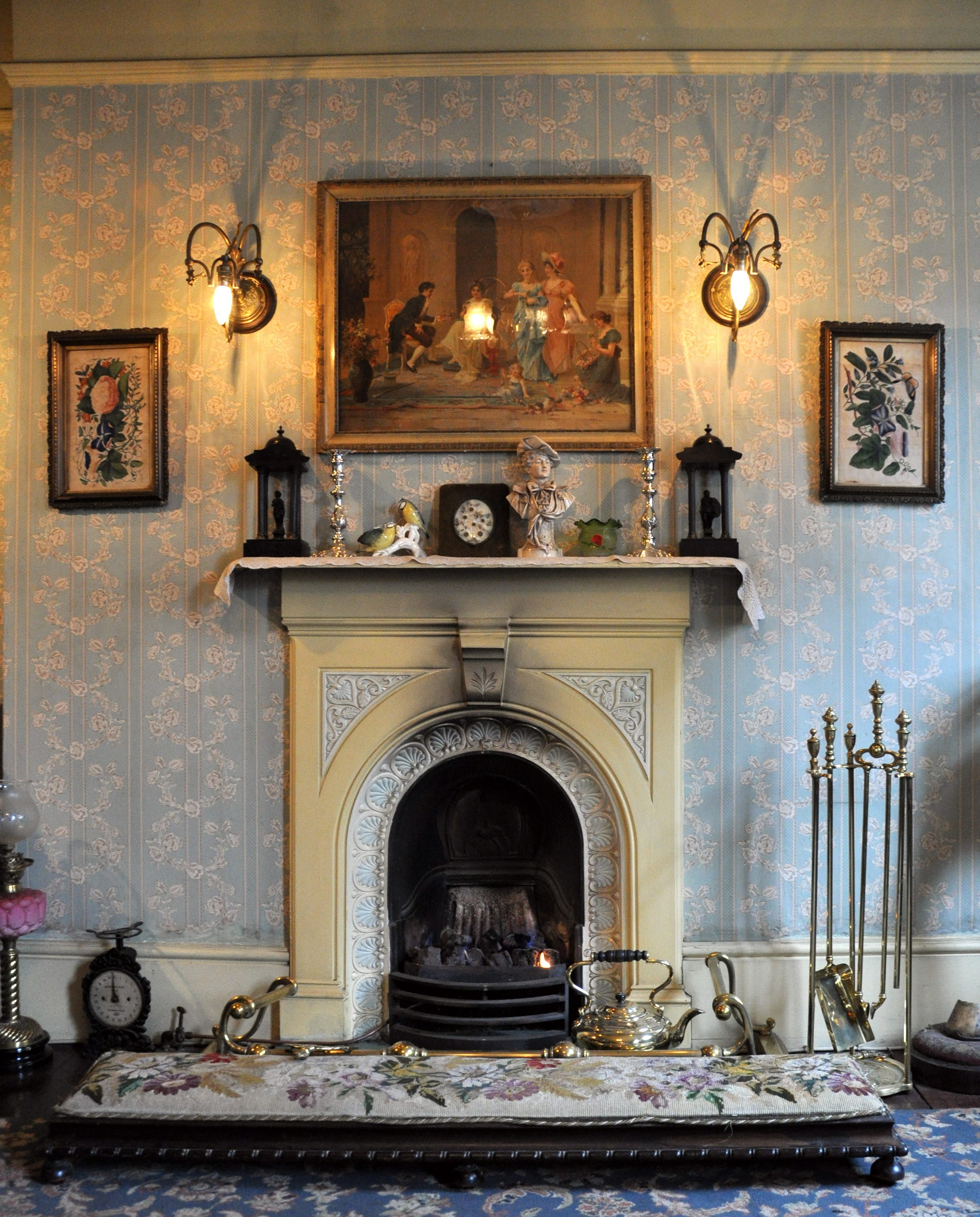
Haard in Mrs Hudsons kamer
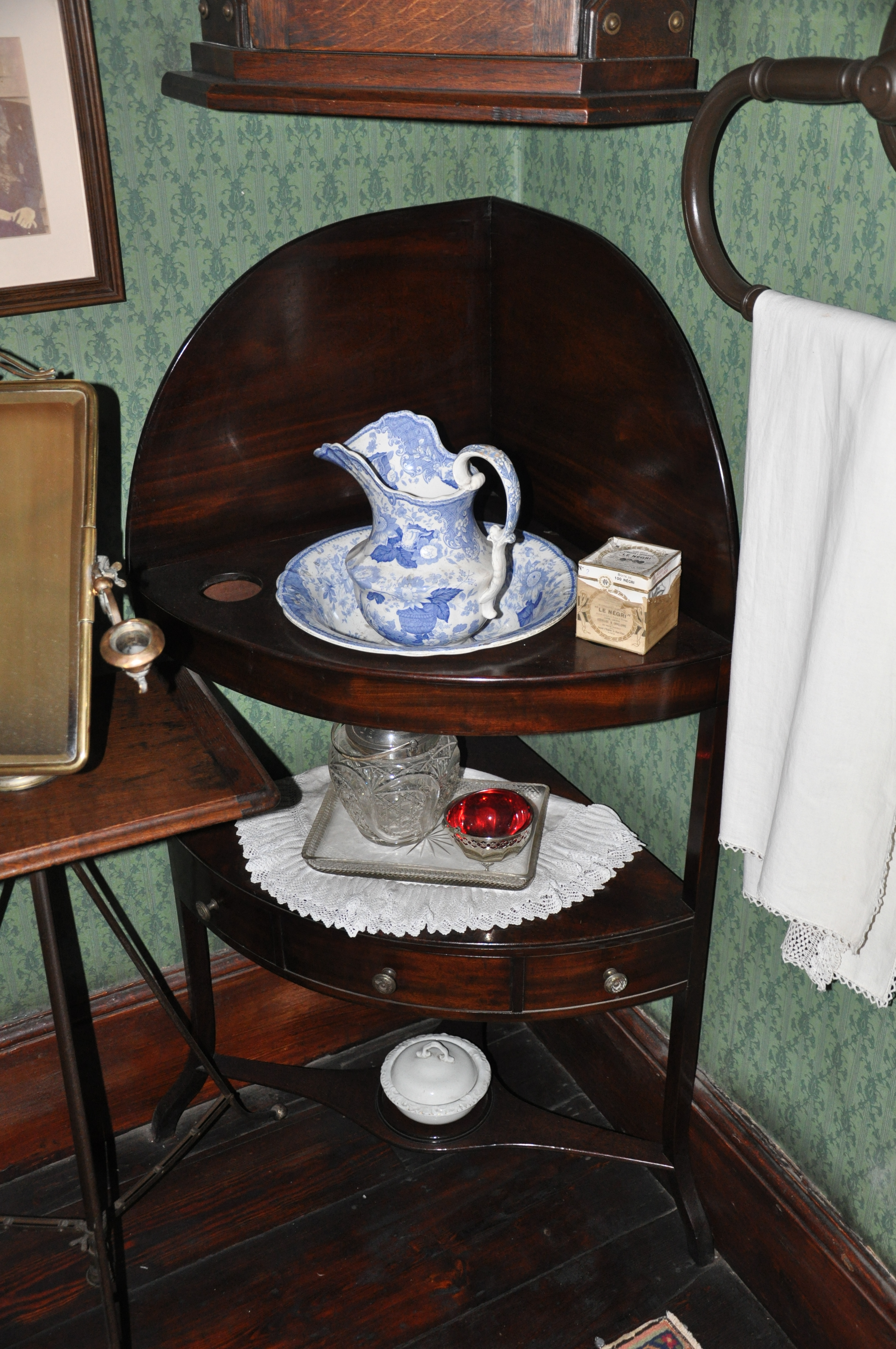
Wasgelegenheid in de kamer van Dr. Watson
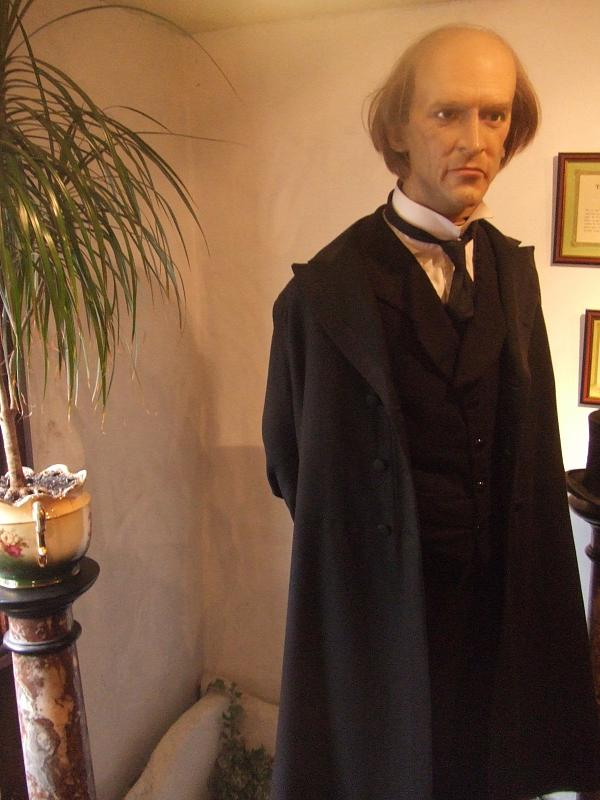
Wassen beeld van professor Moriarty
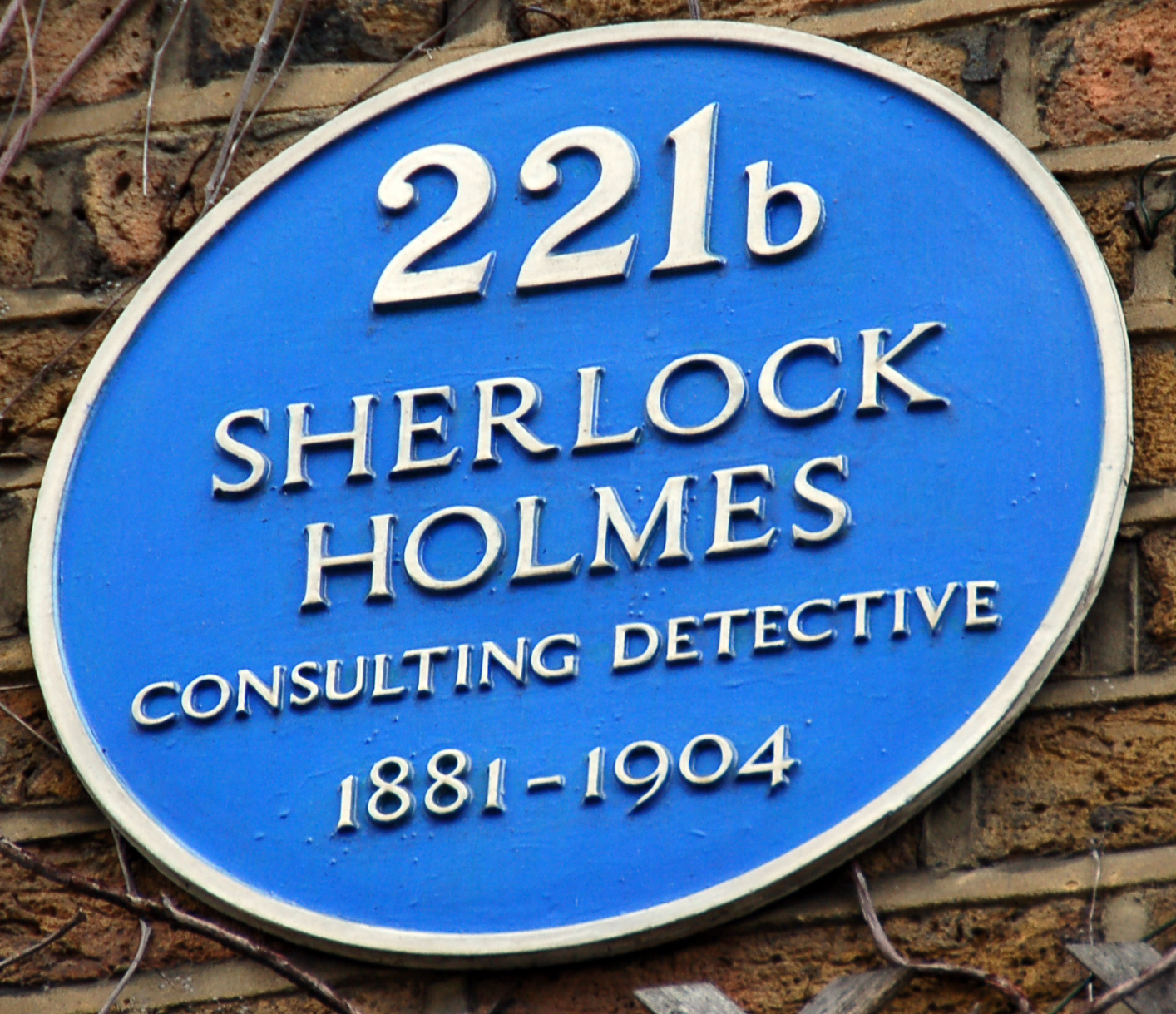
Plaquette aan de gevel van het museum